# كاتي شيريدان
كاتي شيريدان (بالإنجليزية: Katie Sheridan)‏ هي ممثلة بريطانية، ولدت في 29 ديسمبر 1986 بلندن في المملكة المتحدة.

## وصلات خارجية
- كاتي شيريدان على موقع IMDb (الإنجليزية)
- كاتي شيريدان على موقع قاعدة بيانات الفيلم (الإنجليزية)